# استوال ۲۴۰۱۰
سیارک ۲۴۰۱۰ (به انگلیسی: 24010 Stovall، نامگذاری:1999RR104) بیست و چهار هزار و دهمین سیارک کشف شده‌است که در ۸ سپتامبر ۱۹۹۹ کشف شد.
قدر مطلق سیارک برابر ۸.۹ است.